# 映像物等级委员会
映像物等級委員會是大韩民国公共组织，负责審查电影、录像带和电视内容，同时管理广告和演出。通过分级系统，映像物等級委員會可为韩国境内的电影电视观众提供有效分级信息，并保护儿童免受有害與不宜内容的影响。该组织于1966年成立，原名“韩国艺术文化伦理委员会”，1976年更名为“韓國公演倫理委員會”，1997年更名为“韓國公演藝術振興協議會”。1999年6月更名为“映像物等級委員會”。

## 历史
1966年1月，韓國藝術文化倫理委員會成立。
1975年12月，由于《表演法》修訂，机构解散。
1976年5月，复设韓國公演倫理委員會。
1979年4月，开始办理电影分级业务。
1981年5月1日，开始办理录像带分级业务。
1985年7月，开始对進口的外國電影、預告片和商業廣告分级。
1986年2月，更名为韓國表演艺术倫理委員會。
1988年12月，由於當時人們的批評，停止对戲劇等舞台表演进行分级。
1989年1月，僅就是否觀看青年觀眾的舞台表演進行了協商和審議。
1993年7月6日，启用新的媒體分级服務（8月9日开始办理相关业务）。
1997年10月，改组为韓國公演藝術振興協議會。
由于1999年6月《表演法》的修訂，更改為目前名称。
根據2006年10月30日《遊戲產業促進法》修正案，遊戲評估委員會从映像物等級委員會分离并改组为遊戲物管理委員會。但仍使用此名称。
2013年9月5日，总部迁移到釜山市海雲台區賽騰城。

## 分级
分级根据电影、录像、演出和广告内容确定。演出内容分为“全年龄”“青少年不宜”或拒绝分级。广告通常分为全年龄或拒绝分级。以下内容（包括但不限于）会被映像物等級委員會审查：
- 国产电影
- 进口电影
- 广告内容：
  - 预告片
  - 海报宣传
  - 报纸
  - 看版广告

### 电影分级
映像物等級委員會給予通过审查的电影以下分级：  
- ALL（전체관람가）–绿色标签：适合所有年龄段的电影。
- 12 （12세이–가）–黄色标签：适合12岁以上人士。不满12周岁的公民需成人陪同方可入场。
- 15 （15세이세가）–橙色标签：适合15岁以上人士。不满15周岁的公民需成人陪同方可入场。
- 19（청소년관람불가）–红色标签：未满19岁禁止入场。 [3] [4]
- R（受限） （제한상영가）–灰色标签：由于裸露，暴力行为严重失当，践踏了人类普遍尊严，社会价值，良好风俗或民族情感，所以被分为此类的电影只能在特定影院向已满19岁的公民提供。

映像物等級委員會于2021年1月1日更新了分级标识符。 